# Campeonato Goiano 2018
In 2018 werd het 75ste Campeonato Goiano gespeeld voor voetbalclubs uit Braziliaanse staat Goiás. De competitie werd georganiseerd door de FGF en werd gespeeld van 17 januari tot 8 april. Goiás werd kampioen.

## Eerste fase
De clubs werden verdeeld over twee groepen. De clubs uit groep A speelden heen en terug tegen de clubs uit groep B en daarna nog eens één keer tegen de clubs uit de eigen groep. De twee groepswinnaars gaan door naar de halve finale, alsook de twee beste niet-winnaars ongeacht hun groep. De twee laatste in het klassement degraderen.

### Groep A
| Plaats | Club                | Wed. | W | G | V | Saldo | Ptn. |
| ------ | ------------------- | ---- | - | - | - | ----- | ---- |
| 1.     | Goiás               | 14   | 8 | 3 | 3 | 22:11 | 27   |
| 2.     | Anapolina           | 14   | 6 | 4 | 4 | 18:12 | 22   |
| 3.     | Iporá               | 14   | 5 | 7 | 2 | 21:12 | 22   |
| 4.     | Atlético Goianiense | 14   | 4 | 6 | 4 | 13:14 | 18   |
| 5.     | Rio Verde           | 14   | 1 | 4 | 9 | 9:28  | 7    |

|  | Geplaatst voor tweede fase |
|  | Degradatie                 |

### Groep B
| Plaats | Club            | Wed. | W | G | V | Saldo | Ptn. |
| ------ | --------------- | ---- | - | - | - | ----- | ---- |
| 1.     | Vila Nova       | 14   | 6 | 6 | 2 | 15:13 | 24   |
| 2.     | Aparecidense    | 14   | 6 | 5 | 3 | 21:12 | 23   |
| 3.     | Grêmio Anápolis | 14   | 5 | 4 | 5 | 12:14 | 19   |
| 4.     | Itumbiara       | 14   | 4 | 1 | 9 | 11:23 | 13   |
| 5.     | Anápolis        | 14   | 3 | 4 | 7 | 14:17 | 13   |

|  | Geplaatst voor tweede fase |
|  | Degradatie                 |

## Tweede fase
In geval van gelijkspel worden strafschoppen genomen, tussen haakjes weergegeven.
|  | halve finale | halve finale | halve finale | halve finale |  |              | finale | finale | finale | finale |
|  |              |              |              |              |  |              |        |        |        |        |
|  |              |              |              |              |  |              |        |        |        |        |
|  | Aparecidense | 0            | 2            | 2 (4)        |  |              |        |        |        |        |
|  | Vila Nova    | 0            | 2            | 2 (2)        |  |              |        |        |        |        |
|  |              |              |              |              |  | Aparecidense | 0      | 1      | 1      |        |
|  |              |              |              |              |  | Goiás        | 0      | 3      | 3      |        |
|  | Anapolina    | 2            | 1            | 3 (2)        |  |              |        |        |        |        |
|  | Goiás        | 1            | 2            | 3 (4)        |  |              |        |        |        |        |

Details finale
|               |              |       |       |                                                                             |
| 1 april 16:00 | Aparecidense | 0 – 0 | Goiás | Estádio Annibal Batista de Toledo, Aparecida de Goiânia Toeschouwers: 2.357 |
| 1 april 16:00 |              |       |       | Estádio Annibal Batista de Toledo, Aparecida de Goiânia Toeschouwers: 2.357 |

| Aparecidense | Goiás |

|               |                                             |       |                   |                                                     |
| 8 april 16:00 | Goiás                                       | 3 – 1 | Aparecidense      | Estádio Serra Dourada, Goiânia Toeschouwers: 19.880 |
| 8 april 16:00 | Breno 1' Tiago Luis 76' Junior Viçosa 90+4' |       | 87' Alex Henrique | Estádio Serra Dourada, Goiânia Toeschouwers: 19.880 |

| Goiás | Aparecidense |

## Totaalstand
| Plaats | Club                | Wed. | W  | G | V | Saldo | Ptn. |
| ------ | ------------------- | ---- | -- | - | - | ----- | ---- |
| 1.     | Goiás               | 18   | 10 | 4 | 4 | 28:15 | 34   |
| 2.     | Aparecidense        | 18   | 6  | 8 | 4 | 24:17 | 26   |
| 3.     | Vila Nova           | 16   | 6  | 8 | 2 | 17:15 | 26   |
| 4.     | Anapolina           | 16   | 7  | 5 | 4 | 21:15 | 25   |
| 5.     | Iporá               | 14   | 5  | 7 | 2 | 21:12 | 22   |
| 6.     | Grêmio Anápolis     | 14   | 5  | 4 | 5 | 12:14 | 19   |
| 7.     | Atlético Goianiense | 14   | 4  | 6 | 4 | 13:14 | 18   |
| 8.     | Itumbiara           | 14   | 4  | 1 | 9 | 11:23 | 13   |
| 9.     | Anápolis            | 14   | 3  | 4 | 7 | 14:17 | 13   |
| 10.    | Rio Verde           | 14   | 1  | 4 | 9 | 9:28  | 7    |

|  | Kampioen, geplaatst voor Copa do Brasil 2019       |
|  | Geplaatst voor Copa do Brasil 2019 en Série D 2019 |
|  | Geplaatst voor Copa do Brasil 2019                 |
|  | Geplaatst voor Série D 2019                        |
|  | Degradatie                                         |

## Kampioen
| Campeonato Goiano de 2018  |
| Goiás                      |
| -------------------------- |
| GOIÁS Kampioen (28° titel) |